# تينا لاندو
تينا لاندو (بالإنجليزية: Tina Landau)‏ هي كاتِبة وكاتبة مسرحية ومخرجة أمريكية، ولدت في 21 مايو 1962 في نيويورك في الولايات المتحدة.

## وصلات خارجية
- تينا لاندو على موقع ميوزك برينز (الإنجليزية)
- تينا لاندو على موقع قاعدة بيانات برودواي على الإنترنت (الإنجليزية)